# Выцневский, Арно
Арно Выцневский (нем. Arno Wyzniewski, 9 октября 1938, Берлин — 14 сентября 1997, Берлин) — немецкий актёр.

## Биография
Окончил актёрскую студию в Berlin-Schöneweide. В 1965—1976 годах — актёр театра «Volksbühne» в Берлине, в 1977—1997 годах — актёр знаменитого Берлинер ансамбль.
Дебютировал в кинокомедии «Путаница в любви» (1959).
В 1960—1980-е годы — ведущий актёр киностудии «DEFA». В 1980—1990-е годы снимался в преимущественно на ТВ.
С 1973 по 1983 год снимался на «Мосфильме» в сериале «Вечный зов» в роли Айзеля, унтершарфюрера СС в концлагере Бухенвальд.
Лучшие роли — Зепп Гомулка в фильме «Приключения Вернера Хольта» (1965), Ленин в телефильме «Blaue Pferde auf rotem Gras» (1980), король Фридрих II в сериалах «Великолепие Саксонии и слава Пруссии» и «Художник, король и модель» (1985—1987), Геббельс в телефильме «Эрнст Тельман» (1986).
Был женат на актрисе Ютте Ваховяк.
Похоронен на Доротеенштадтском кладбище в Берлине.